# Hofer von Lobenstein
Hofer von Lobenstein, auch Hofer zum Lobenstein, ist der Name eines altbayerischen Adelsgeschlechts. Die Familie, deren Zweige zum Teil bis heute bestehen, gehört zum Uradel im Nordgau.

Wappen der Hofer von Lobenstein

## Geschichte

### Herkunft
Als erster Angehöriger des Geschlechts erscheint Marchwardus von dem Hove um 1150 urkundlich. Er war Ministerialer des Pfalzgrafen Friedrich. Namengebender Stammsitz der Familie war die Burg Hof am Regen bei Nittenau in der Oberpfalz. 1339 verkauft Eiban von Peilstein die Burg Lobenstein bei Zell nordöstlich von Regensburg an Eberhard Hofer von Hof. Dieser erhält am 23. Mai 1340 von Kaiser Ludwig dem Bayern die Erlaubnis, „… das purkstal bei Zelle, ….“ gegen ein Öffnungsrecht aufzubauen, aber unter Zusicherung des kaiserlichen Schutzes. Eberhard nennt sich ab 1342 Hofer von Lobenstein. Er verwaltet für Bayern eine Hofmark in Zell und setzt dort Richter ein.

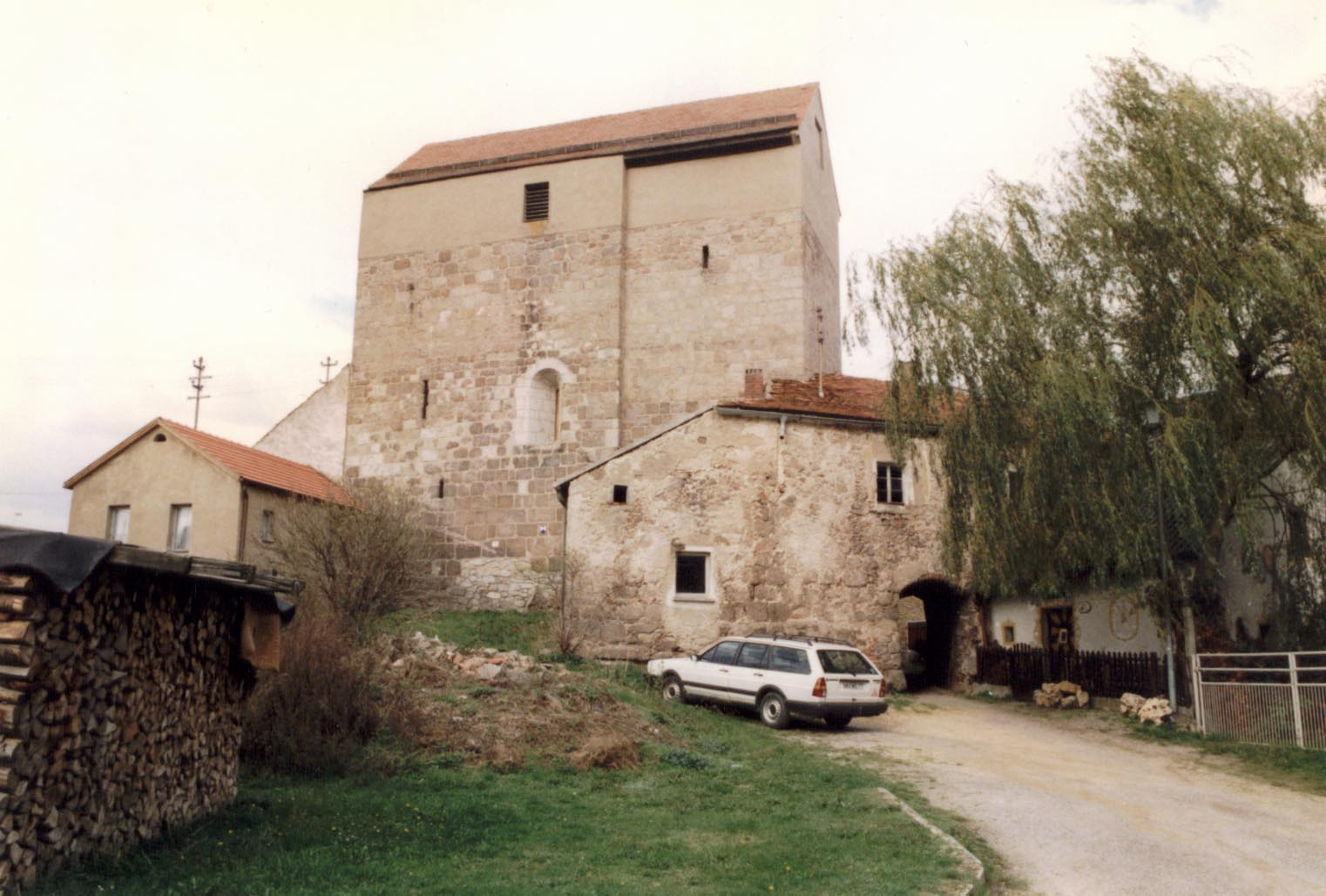
Burg Hof am Regen, ursprünglicher Stammsitz der Hofer

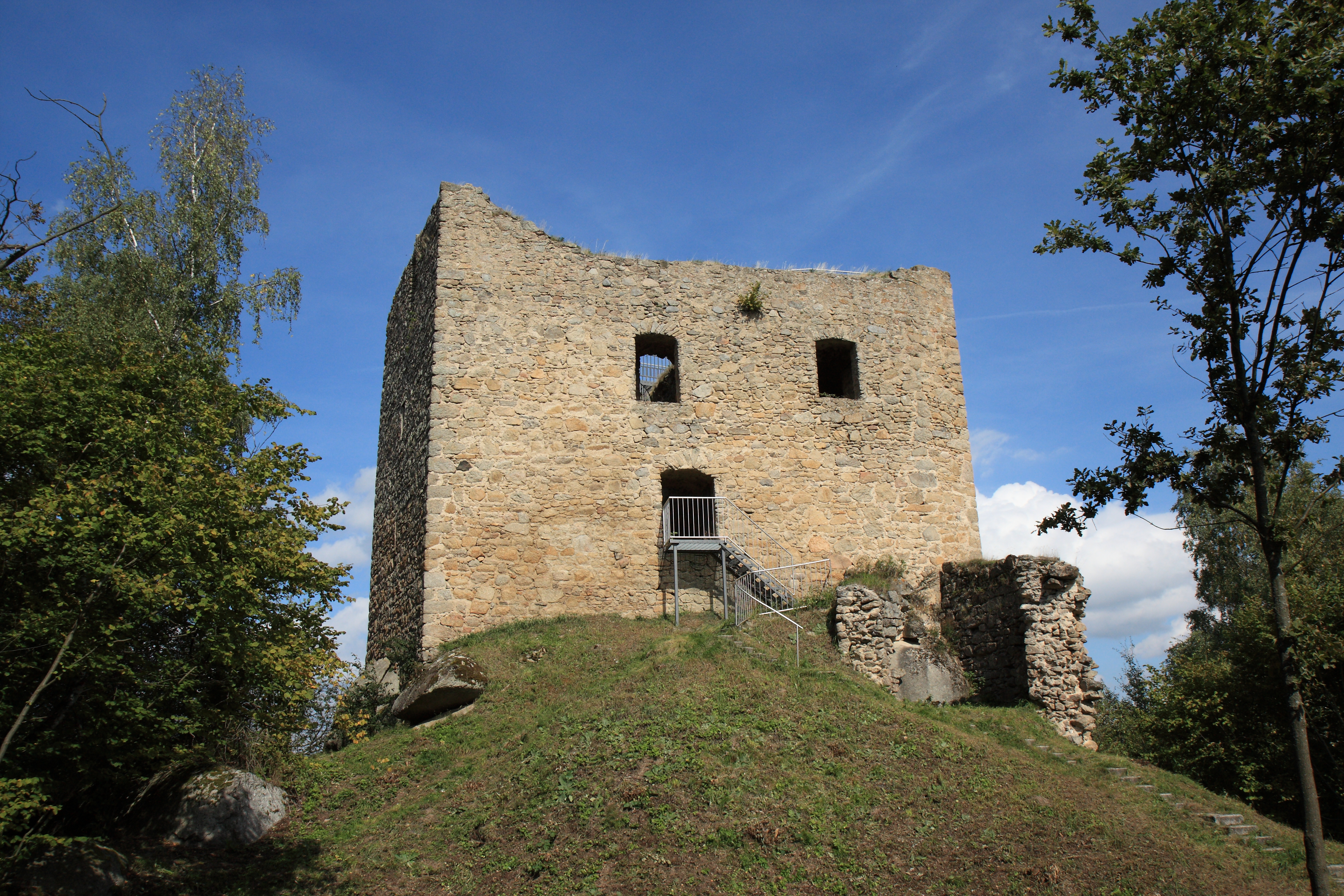
Burg Lobenstein, Stammsitz der Hofer von Lobenstein

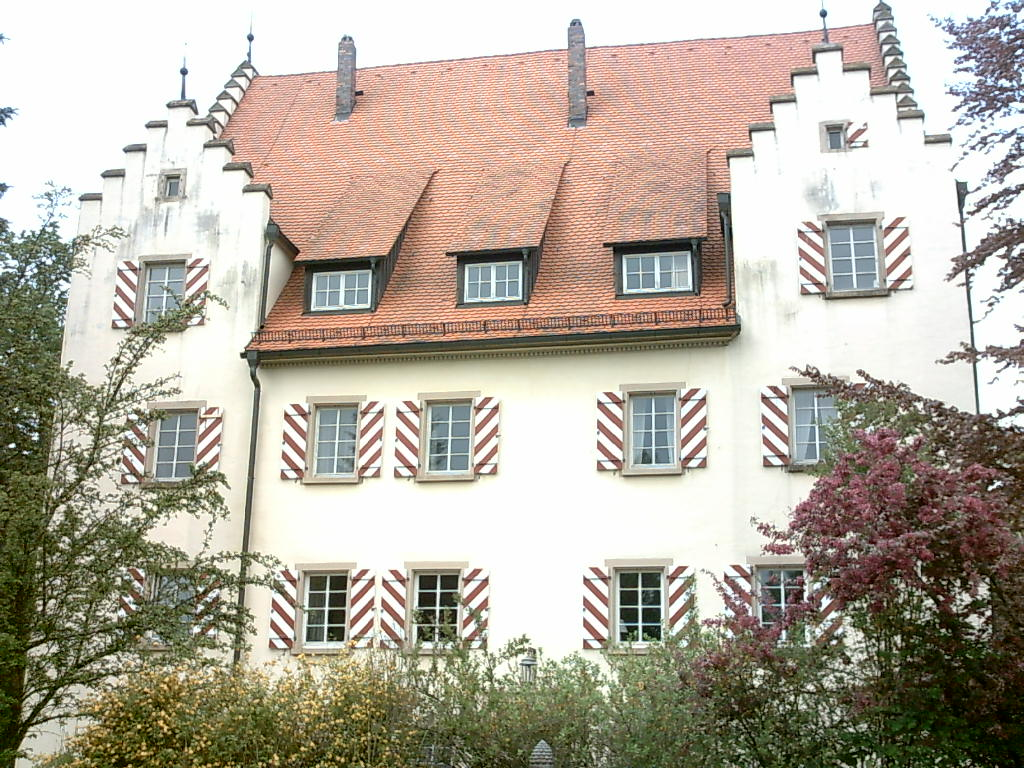
Schloss Wildenstein, ab 1662 im Besitz der Hofer von Lobenstein

### Ausbreitung und Linien
Schon früh teilte sich die Familie in mehrere Linien, die auch in Illyrien und Zeeland ansässig wurden. Die Nachkommen der mit Stephan Hofer von Lobenstein 1378 nach Illyrien gelangten Linie erhielten vom Erzhaus Österreich pfandweise die Herrschaften Ronzina und Tolmein in der Grafschaft Görz. Allerdings gingen die Besitzungen 1626, nachdem Mitglieder der Familie den protestantischen Glauben annahmen, wieder verloren. Sie mussten Österreich verlassen und in ihr Stammland zurückkehren.
Später wurden Angehörige in Württemberg begütert. Johann Georg Hofer von Lobenstein, markgräflich brandenburg-ansbachscher Kammerherr und Geheimrat, Oberst des fränkischen Kreises, Oberamtmann zu Schwabach und kaiserlicher Landrichter der Burggrafschaft Nürnberg, erwarb 1662 von Johann Heinrich von Knöringen das frühere reichsunmittelbare Rittergut Wildenstein bei Crailsheim käuflich. Seine beiden Söhne teilten das väterliche Erbe und begründeten damit zwei weitere Linien.
Wolf Christian Hofer von Lobenstein erhielt Wildenstein und Christian Albrecht Hofer von Lobenstein Neustädtlein (heute Ortsteil der Gemeinde Fichtenau). Die zweite Linie erlosch bereits 1703 mit dem Tod von Christian Ernst Hofer von Lobenstein, dem Sohn von Christian Albrecht. Er verkaufte noch 1699 seine Besitztümer an den Markgrafen von Brandenburg-Ansbach. Die erste Linie konnte mit den Nachkommen von Wolf Christian, markgräflich brandenburg-ansbachscher Oberamtmann zu Stauff, Landeck und Geyern, fortgesetzt werden. Sein Sohn Johann Heinrich Hofer von Lobenstein konnte die von seinem Vetter Christian Ernst veräußerten Güter 1715 durch Kauf wieder erwerben. 1734 gelangte auch Wildenstein käuflich in seinen Besitz. Damit waren alle Besitzungen in seiner Hand wiedervereint. 1805, mit dem Tod seines Sohnes Georg Christian Heinrich Franz Hofer von Lobenstein, kaiserlicher Oberst und Kommandant der Festung Raab, starb auch diese Linie aus. Die Hälfte des Erbes ging an seine vier Schwestern und an eine Tochter seines früher verstorbenen Bruders. Die andere Hälfte erhielt der königlich preußische Major Carl Friedrich Franz Hofer von Lobenstein († 1828), der damals einzig männliche Nachkomme des Stammes. Er war Sohn des markgräflich brandenburg-ansbachschen Obersten Johann Christian Ernst Hofer von Lobenstein († 1770), des jüngsten der drei Brüder, die ihren Anteil an Wildenstein ihrem Onkel käuflich überließen und aus der erhaltenen Summe einen Familienfideikommiss für die männlichen Nachkommen errichteten. Diesen Besitz erhielt Carl Friedrich Franz nun ebenfalls. Sämtliche Güter konnten aber erst seine Söhne, die Freiherren Hermann und Adolph, vereinigen.
Bereits im 18. Jahrhundert waren die Herren Hofer von Lobenstein wegen des Besitzes bzw. Teilbesitzes von Wildenstein, Neustädtlein, Rötlein und Tempelhof (Schloss Tempelhof bei Kreßberg) Mitglieder der Reichsritterschaft im Ritterkanton Kocher des schwäbischen Ritterkreises. Um 1801/1802 waren sie auch im Ritterkanton Odenwald des fränkischen Ritterkreises immatrikuliert. Nach dem Genealogischen Taschenbuch der freiherrlichen Häuser war die Familie 1859/1860 zu Wildenstein, Neustädtlein, Rötlein, Lautenbach und Gunzach (heute Ortsteile von Fichtenau) im Königreich Württemberg besitzlich.

### Standeserhebungen
Schon früh erhielten Angehörigen des Geschlechts das Amt des Erbmarschalls im Bistum Regensburg. Im Königreich Württemberg wurden sie in die Adelsmatrikel bei der Freiherrenklasse des ritterschaftlichen Adels eingetragen.

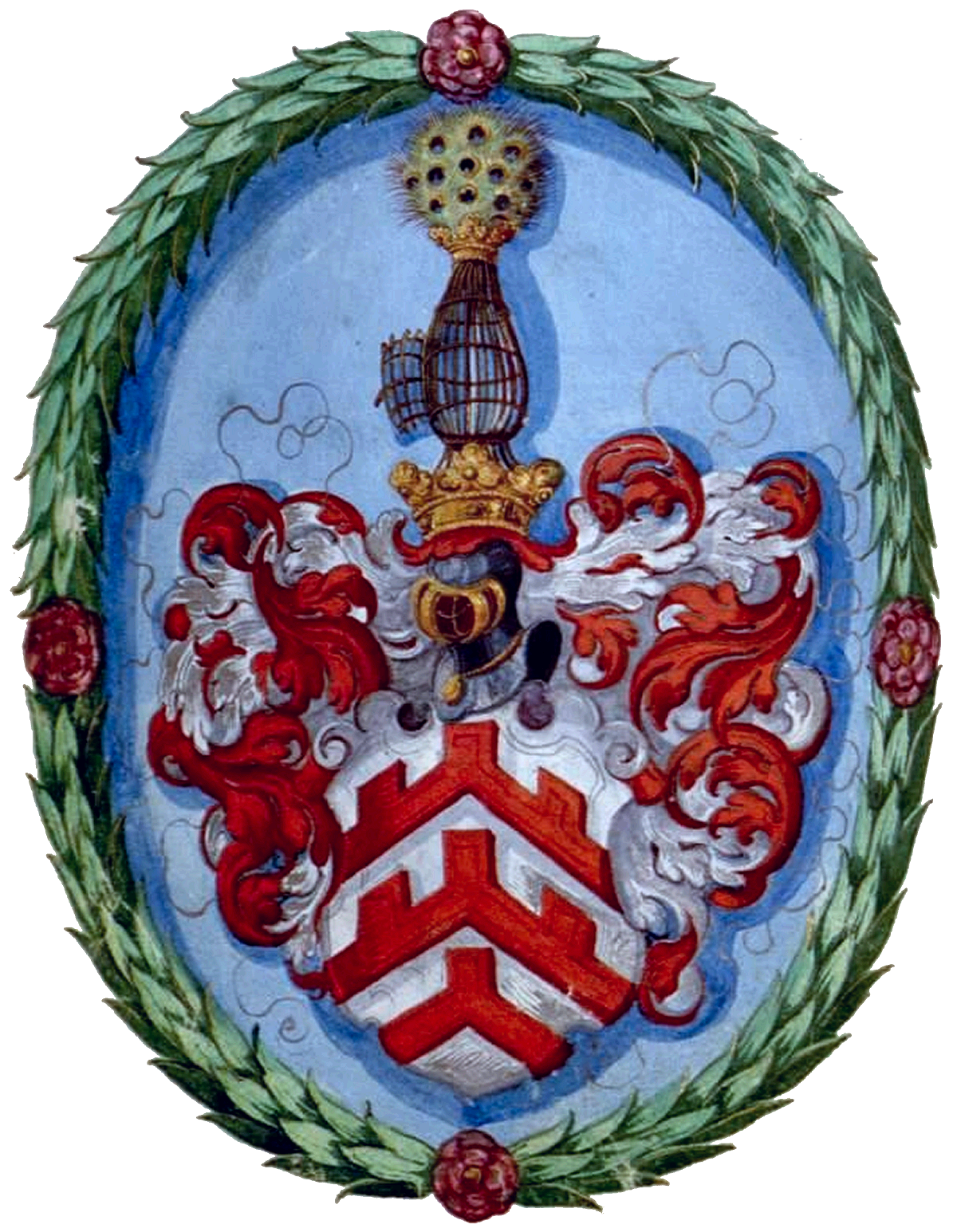
Wappen der Hofer vom Lobenstein von 1599 im Stammbuch der Familie Donauer

## Wappen

### Stammwappen
Das Stammwappen zeigt in Silber drei dreizinnige rote Sparren. Auf dem gold gekrönten Helm mit rot-silbernen Helmdecken ein brauner, fassförmiger, golden gekrönter, mit drei natürlichen Pfauenfedern besteckter Vogelkäfig.

### Orts- und Gemeindewappen
Elemente aus dem Wappen der Familie Hofer von Lobenstein erscheinen noch heute in einigen oberpfälzer Orts- und Gemeindewappen.

Wappen der Gemeinde Sünching
Wappen der Gemeinde Zell

## Bekannte Familienmitglieder
- Adolf Hofer von Lobenstein (1812–1885), württembergischer Landtagsabgeordneter
- Gottfried Hofer von Lobenstein (1665–1732), römisch-katholischer Geistlicher und Generalvikar des Bistums Leitmeritz sowie Domdekan in Leitmeritz
- Johann Georg Hofer von Lobenstein, Landeshauptmann von Neustadt an der Aisch bis 1669, Landrichter in Ansbach
- Hermann Hofer von Lobenstein (1804–1872), preußischer Generalmajor